# Al-Ghazawat
Al-Ghazawat (arab. الغزوات; fr. Ghazaouet)  – jedna z 53 gmin w prowincji Tilimsan, w Algierii, znajdująca się w północno-zachodniej części prowincji, około 70 km na  północny zachód od Tilimsan. W 2008 roku gminę zamieszkiwało 33774 osób. Numer statystyczny gminy w Office National des Statistiques d'Algérie to 1307.